# Euxoa rufescens
Euxoa rufescens là một loài bướm đêm trong họ Noctuidae.